# ヘンデル作品主題目録番号
HWV（独：Händel-Werke-Verzeichnis または Verzeichnis der Werke Georg Friedrich Händel）は、ゲオルク・フリードリヒ・ヘンデルの、作品目録、並びに、それによる作品整理番号。ベルント・バーゼルト（Bernd Baselt）が作成した『ヘンデルハンドブック』（Händel-Handbuch）全3巻（1978-1986年）におさめられている。
バッハ作品主題目録番号（BWV）同様、ジャンル別に付番されている。
- HWV 1-42 - オペラ
- HWV 43-45 付随音楽
- HWV 46-71 オラトリオ
- HWV 72-73 セレナータ
- HWV 74-76 頌歌
- HWV 77-228 室内声楽曲
  - HWV 77-177 カンタータ
  - HWV 178-199 二重唱曲
  - HWV 200-201 三重唱曲
  - HWV 202-228 歌曲、アリア
- HWV 229-286 宗教音楽
  - HWV 229-245 教会カンタータ
  - HWV 246-277 アンセム
  - HWV 278-286 礼拝用音楽（テ・デウムなど）
- HWV 287-612 - 器楽曲
  - HWV 287-356 管弦楽
  - HWV 357-425 室内楽
  - HWV 426-612 鍵盤楽器のための音楽
- HWV A1-A15 - 補遺（パスティッチョなど）